# Omega (álbum de Asia)
Omega es el undécimo álbum de estudio de la banda británica de rock progresivo Asia y fue publicado en 2010.
Este disco fue lanzado en distintas fechas; primero en Japón por la discográfica King Records el 21 de abril de 2010, después en Europa tres días después por Frontiers Records y por último el 4 de mayo del mismo año en Estados Unidos y Canadá por Frontiers America. Omega es el cuarto álbum de estudio en reunir a los miembros originales de la banda (Wetton, Downes, Palmer, Howe) y el segundo desde su reencuentro en 2006.
Omega fue grabado de octubre de 2009 a febrero de 2010 en los Estudios Liscombe Park, Buckinghamshire, Reino Unido, masterizado por Secondwave y mezclado por Mark Vans en los Estudios Wispington, con ubicación en el mismo país.
Este álbum incluye el tema «Finger on the Trigger», el cual fue grabado originalmente en 2006 y se encuentra en el disco Icon II: Rubicon, álbum que fue lanzado en el mismo año y que forma parte del proyecto de John Wetton y Geoffrey Downes llamado Icon.
Omega logró colocarse en el UK Singles Chart el 8 de mayo de 2010, aunque solamente llegó al lugar 135.º.

## Lista de canciones
| Side one |                          |                            |          |  |
| N.º      | Título                   | Escritor(es)               | Duración |  |
| 1.       | «Finger on the Trigger»  | John Wetton / Geoff Downes | 4:32     |  |
| 2.       | «Through my Veins»       | Wetton / Steve Howe        | 5:10     |  |
| 3.       | «Holy War»               | Wetton / Downes            | 6:01     |  |
| 4.       | «Even Yours»             | Wetton / Downes            | 4:06     |  |
| 5.       | «Listen Children»        | Wetton / Downes            | 5:58     |  |
| 6.       | «End of the World»       | Wetton / Downes            | 5:41     |  |
| 7.       | «Light the Way»          | Wetton / Howe              | 5:11     |  |
| 8.       | «Emily»                  | Wetton / Downes            | 5:14     |  |
| 9.       | «I'm Still the Same»     | Wetton / Downes            | 4:45     |  |
| 10.      | «There Was a Time»       | Wetton / Downes            | 5:59     |  |
| 11.      | «I Believe You»          | Wetton / Downes            | 4:44     |  |
| 12.      | «I Don't Wanna Lose You» | Wetton / Downes            | 4:45     |  |

## Créditos

### Asia
- John Wetton — voz y bajo
- Geoff Downes — teclados
- Carl Palmer — batería
- Steve Howe — guitarra acústica, guitarra eléctrica y steel guitar

### Personal técnico
- Mike Paxman — productor
- Steve Ripsin — ingeniero de sonido
- Estudios Liscombe Park — grabación
- Secondwave — masterización
- Mark "Tuffy" Vans — mezclador
- Roger Dean — diseñador de logo de portada
- Martyn Dean — diseñador de portada
- Karen Gladwell — trabajo artístico
- Michael Inns — fotógrafo
- Patzi Cacchio — asistente de producción
- Daniel Earnshaw — asistente de producción
- Maria Lundy — asistente de producción

## Posicionamiento
| País        | Lista                | Máxima posición |
| ----------- | -------------------- | --------------- |
| Alemania    | Media Control Charts | 56.º            |
| Francia     | Les Charts           | 158.º           |
| Reino Unido | UK Singles Chart     | 135.º           |
| Suecia      | Top 50               | 47.º            |
| Suiza       | Top 100              | 55.º            |